# Трушевцы
Трушевцы́ (укр. Трушівці) — село в Черкасском районе Черкасской области Украины.
Население по отчёту 2023 года составляло 931 человек. Занимает площадь 7,88 км². Почтовый индекс — 20922. Телефонный код — 4730.

## Местная власть
20901, Черкасская обл., Черкасский р-н, г. Чигирин